# 二十式82公釐迫擊砲

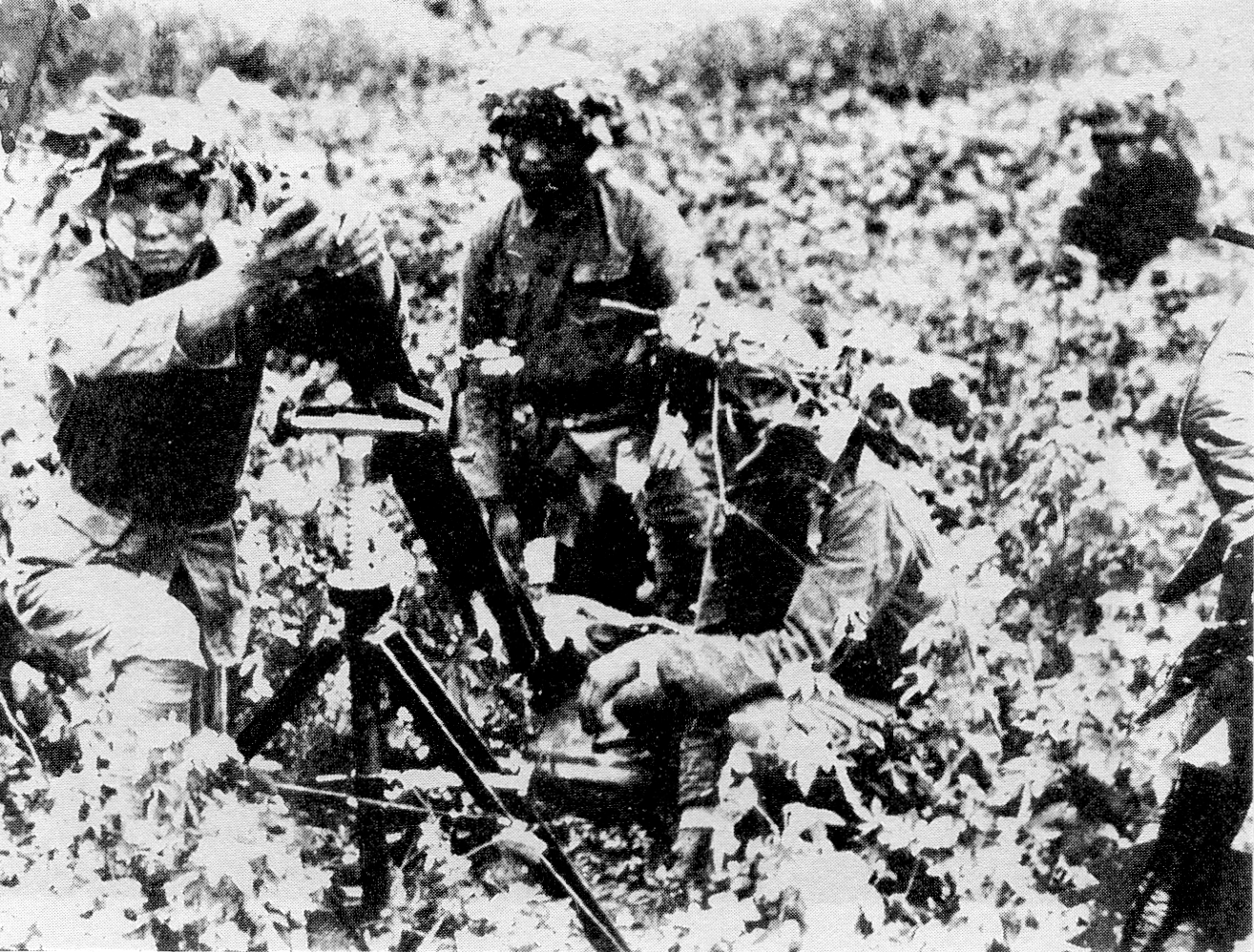
國民革命軍第88師步兵在淞滬會戰中使用二十式82公釐迫擊炮反擊日軍

二十式82公釐迫擊炮是民國19年（1930年），中華民國兵工署以法製布朗德1930年式81公釐迫擊砲略為放大口徑至82公釐而成的迫擊炮，民國20年（1931年）測試後效果良好而委託在南京的金陵兵工廠（國防部軍備局生產製造中心第205廠前身之一）生產，同年量產炮180門和彈藥15,000發。由於是在民國20年定型，故被稱為二十式82公釐迫擊炮。
抗日戰爭後成為國軍主要曲射步兵火力，支援國軍作戰，尤其打山地戰，此種迫擊炮由1935年至1947年共有11,211門出廠。

## 使用國家
- 中華民國

## 引用
1. ↑  國造20式82公釐迫擊砲 （页面存档备份，存于） - 國軍歷史文物館 - 國防部